# Myrmarachne jajpurensis
Myrmarachne jajpurensis is een spinnensoort uit de familie springspinnen (Salticidae). De soort komt voor in India.